# Noppikoski
Noppikoski er en lille by i Orsa kommun i Dalarnas län i Sverige, som ligger hvor Europavej E45 passerer Oreälven. Noget længere nede langs elven ligger Noppikoski kraftverksdamm, som fik opmærksomhed i 1985 da den bristede på grund af oversvømmelse. I byen ligger Trollets värdshus & vandrarhem, som også har tankstation, den eneste på vejen mellem Orsa og Sveg (en strækning på 125 kilometer). Her findes også administrationsbygningerne for Orsa Besparingsskog. Oreälven udgør länsgrænsen mellem Dalarna og Gävleborg samt grænsen mellem de svealandske og norrlandske län.

## Etymologi
Noppikoski har fået sit navn som følge af beliggenheden i de dalske finnskoger (i dette tilfælde Orsa Finnmark), området som befolkedes fra Finland i Sveriges daværende østlige del. Navnet er finsk for "knoppforsen".

## Forbindelser
Vej E45, som passerer Noppikoski, kaldes også Inlandsvägen eller Via Lappia.
Bybussen mellem Östersund og Mora har stoppested i Noppikoski. Om sommeren er der jernbaneforbindelse i det nærtbeliggende Älvho (8 kilometer vest for Noppikoski) med station på Inlandsbanan.